# Jalbotina
Jalbotina (en serbe cyrillique : Јалботина) est un village de Serbie situé dans la municipalité de Pirot, district de Pirot. Au recensement de 2011, il comptait 79 habitants.

## Démographie
| 1948 | 1953 | 1961 | 1971 | 1981 | 1991 | 2002 | 2011 |
| ---- | ---- | ---- | ---- | ---- | ---- | ---- | ---- |
| 439  | 421  | 371  | 290  | 202  | 122  | 104  | 79   |

|  |